# Wilhelm Weitling
Wilhelm Weitling (5. října 1808 – 25. ledna 1871) byl raný socialista německého původu a teoretik komunismu. Povoláním krejčí emigroval nejdříve do Francie, kde se zapojil do tajných spolků revolucionářů. Stal se zakládajícím členem Svazu spravedlivých, jenž se později měl změnit v první marxistickou politickou organizací na světě, Svaz komunistů. Weitling nesouhlasil s humanistickým socialismem Saint-Simona či Fouriera a propagoval revoluci, jež by nastolila vládu dělnické třídy. S Marxem se však co do pojetí revoluce neshodl a byl se svými přívrženci ze Svazu komunistů vyloučen. Poté Weitling odešel do USA, kde se oženil a zůstal až do smrti. Získal několik patentů za své vynálezy, například za stroj na šití knoflíkových dírek. Zemřel v New Yorku.

## Dílo
- Die Menschheit. Wie Sie ist und wie sie sein sollte, (1838/39) Text online
- Das Evangelium eines armen Sünders, (1845)
- Garantien der Harmonie und Freiheit, 1849

Weitling připomíná, že zavedené stroje nejenže nezlehčily dělníkům práci, ale pouze zvýšily zisky bohatých a připravily dělníky o práci. Zároveň se domnívá, že v nové společnosti by stroje sloužily skutečně všem lidem, což by mělo být jejich skutečným posláním.
Weitling zdůrazňuje, že lidé pracují v potu tváře od rána do večera, a ač jsou sýpky bohatých přeplněné, většina obyvatel planety postrádá i věci nutné k obživě, bydlení a odívání. Příčinu tohoto stavu nachází v nerovném rozdělení práce a jejích plodů (nerovném rozdělení práce, statků a spotřeby statků), které jsou příčinou chudoby a bohatství. A prostředkem tohoto zla jsou peníze. Weitling volá po zdanění bohatých, kritizuje lichvu, nerovné rozdělení a spotřebu statků, nerovnost, zneužití peněz na obohacování se na úkor druhých. Projektuje zřízení národní banky a národních dílen. Předpovídá sjednocení lidstva, rovné rozdělování práce, přístupnou výchovu, rovné práva pohlaví, odstranění dědičných výsad, zavedení všeobecných voleb, stejné povinnosti bez privilegií. 
Za nejvyšší vědu považuje filozofii, jejímž úkolem je zavést mezi všechny vědy řád a harmonii celku. Vědy dělí na filozofii lékařství, fyziku a mechaniku. Znalost těchto tří věd a nadměrný talent je podmínkou způsobilost vládnout v tzv. triu. Trio, nebo řada tří, která stojí na vrcholu Weitlingovy ideální společnosti, sestává z největších géniů, kteří jsou dosazování na základě znalostí a talentu, a to prostřednictvím konkurzů. Na řízení společnosti (velkého rodinného celku) se dále podílejí: ústřední kolegium mistrů, akademie, akademická rada, zdravotní komise a další instituce.
Weitling uvádí přes 100 citátů z Bible, které vysvětluje, a argumentuje ve prospěch sociálního vnímání křesťanství. Opírá se také o křesťanských utopistů, jako byli Lamennais či Münzer, kteří dokázali, že demokratické názory vyplynuly z křesťanství.

### Citace z díla
- Nehľaďme stále nahoru, na modrou oblohu, pokud je řeč o říši Boží. I tady na zemi je možné vybudovat království nebeské. [1] W. 171 [2]
- Každá generace má svou vlastní představu dokonalosti. Člověk se k ní může přiblížit, ale za svého života ji nikdy zcela nedosáhne. [1] W. 24 [2]
- Dnešní společnost se svým pojetím vlastnictví podobá trosečníkům, z nichž každý se cítí dobře, pokud se mu podaří zachytit ve víru o břevno. Zvlášť pokud vidí, jak se jeho sousedé zoufale brání vlnám bídy. Nicméně, zdráhali by se snad všichni nastoupit na loď, která by je přišla zachránit? [1] W. 167 [2]
- …kdo žádá stejnou měrou pro všechny je stejně křesťan, jakož i komunista. Proto byl také Ježíš komunista, protože hlásal princip společenství a nutnost tohoto principu; jeho uskutečnění a podobu, ve které bude uskutečněn, ponechal budoucnosti. Možná s tím byly v esejskom spolku srozuměni, ale plán křesťanské republiky tehdy neexistoval. [1] W. 171 [2]
- Dokud se mohl stát vlastníkem každý, kdo chtěl, nebylo vlastnictví pro společnost škodlivé. Tehdy žilo tak málo lidí, že neměli ani představu o rozloze Země. Od té doby jsme se značně rozmnožili ... půdy ale zůstává stále stejně. Hodí se tedy rozdělení půdy, k němuž došlo před tisíci let, i na dnešní dobu? Ne, protože dnes, kdy miliony lidí nevlastní nic, stalo se vlastnictví majetku bezprávím spáchaným na společnosti, neodpustitelnou a stydlivě krádeží.[1] W. 55-6 [2]
- Obchodníkovi nic nebrání v tom, aby svým zákazníkům předložil přehnaný účet, ale jen ať se dělník nikdy neodváží žádat zvýšení své mzdy ...[1] "W. 124 [2]